# Ernst Hufschmid (labdarúgó)
Ernst Hufschmid (Bázel, 1913. február 4. – Bázel, 2001. november 30.) svájci labdarúgófedezet, edző.